# Якименко Антін Дмитрович
Анті́н Дми́трович Яки́менко (22 листопада (5 грудня) 1913, Нікольське — 6 грудня 2006, Москва) — радянський військовий льотчик, Герой Радянського Союзу (1939), в роки німецько-радянської війни флаг-штурман 2-ї ескадрильї 22-го винищувального авіаційного полку 1-й армійської групи.

## Життєпис
Народився 5 грудня 1913 року в селищі Нікольське (нині селище міського типу Донецької області України) в селянській родині. Українець. Член ВКП (б)/КПРС з 1939 року. Закінчив 7 класів. Працював у колгоспі. У 1931 році вступив до Жданівського металургійного технікуму. Проходив практику в трубопрокатному і сортопрокатному цехах заводу ім. Ілліча.
У Червоній Армії з 1934 року. У 1935 році закінчив 11-у Луганську військову авіаційну школу пілотів імені Пролетаріату Донбасу. Потім служив в Забайкаллі, в 64-й легкобомбардирувальній бригаді. У грудні 1935 року призначений командиром розвідувальної ланки. Після того як ескадрилья була переформована в 22-й винищувальний авіаполк став флаг-штурманом 2-ї ескадрильї.
Учасник боїв на річці Халхин-Гол (Монголія) з 23 травня 1939 року. 22 червня 1939 року брав участь у грандіозному повітряному бою, в якому з боку противника брало участь 120 японських винищувачів, а з радянської — 95. Перемогу здобули радянські льотчики.
За час боїв з японськими мілітаристами А. Д. Якименко збив три літаки ворога. В одному з боїв був поранений. Стікаючи кров'ю, втрачаючи сили, він зумів довести пошкоджену машину до свого аеродрому. Після посадки вимкнув мотор і тут же знепритомнів.
За мужність і героїзм, проявлені при виконанні військового і інтернаціонального обов'язку, лейтенанту Якименко Антону Дмитровичу 29 серпня 1939 року присвоєно звання Героя Радянського Союзу з врученням ордена Леніна, а після заснування знаку особливої відмінності йому вручена медаль «Золота Зірка» № 157.
Після одужання А. Д. Якименко був переведений інспектором з техніки пілотування 67-го винищувального авіаційного полку в місто Ржев. У складі цього полку він брав участь у визволенні Бессарабії в 1940 році. Був обраний депутатом Верховної Ради Молдавської РСР. У 1941 році закінчив курси удосконалення штурманів.
На фронтах радянсько-німецької війни з червня 1941 року. Був заступником командира 292-го і командиром 427-го винищувального авіаційного полку (292-а штурмова авіаційна дивізія). У період з 24 жовтня 1942 року по 10 січня 1943 року полк майора Якименко А. Д. здійснив на Калінінському фронті 735 літако-вильотів. Льотчиками 427-го авіаполку було збито 13 літаків противника.
150-му гвардійського винищувального авіаційного полку (5-а повітряна армія, 2-й Український фронт), яким на заключному етапі війни командував гвардії підполковник Якименко А. Д., за відзначення в ході Братиславсько-Брновскої операції та визволенні столиці Словаччини міста Братислави, наказом Верховного Головнокомандуючого присвоєно почесне найменування «Братиславський».
За роки війни в небі України, Ленінграда, Сталінграда, Курська, Румунії, Угорщини, Австрії і Чехословаччини А. Д. Якименко справив 241 бойовий виліт, провів 29 повітряних боїв, збив особисто 13 фашистських літаків і 35 — у складі групи.
У післявоєнні роки А. Д. Якименко був старшим інспектором-льотчиком з техніки пілотування ВПС округу, командиром авіаційної дивізії. У 1955 році закінчив Військову академію Генерального штабу імені К. Є. Ворошилова. За особливі заслуги в освоєнні нової техніки, високі досягнення у навчанні льотних кадрів у 1966 році йому присвоєно звання «Заслужений військовий льотчик СРСР».
Обирався делегатом XXIII з'їзду КПРС. З грудня 1967 по 1972 рік працював заступником голови ЦК ДОСААФ.

Меморіальна дошка на металургійному технікумі

З 1972 року генерал-лейтенант авіації Якименко А. Д. — В запасі, а потім у відставці. Жив у місті-герої Москві. Довгий час очолював Монгольську секцію Московської Асоціації воїнів-інтернаціоналістів.
У 2005 році побачила світ книга Антона Якименко: Прикрий, атакую! В атаці — «Меч».
Помер 6 грудня 2006 року. Похований на Троєкуровському кладовищі в Москві (ділянка 6а).

## Нагороди, пам'ять

Погруддя у Володарському

Нагороджений орденом Леніна, 4 орденами Червоного Прапора, орденом Суворова третього ступеня, 2 орденами Вітчизняної війни 1-го ступеня, 3 орденами Червоної Зірки, орденом Дружби, п'ятьма іноземними орденами, 15 медалями, у тому числі медаллю «За відвагу».
Почесний громадянин Володарського району Донецької області України (2003). Ім'я Героя довгі роки носила піонерська дружина Володарської середньої школи № 1. У смт Нікольському, на алеї перед краєзнавчим музеєм встановлено бюст Антону Якименко.